# Desognaphosa kirrama
Desognaphosa kirrama là một loài nhện trong họ Trochanteriidae. Loài này phân bố ở Queensland.